# Henry Nicholas Bolander
Henry Nicholas Bolander ( 22 de febrero de 1831, Schleuchtern - 28 de agosto de 1897 fue un botánico estadounidense de origen alemán.
Migra a los 15 años a EE. UU., y siguiendo los consejos de un tío, hace estudios religiosos y se ordena pastor de la Iglesia luterana de Ohio. En 1851, enseña alemán, y comienza a estudiar botánica gracias a la influencia de un vecino, Charles Lesquereux (1806-1889).
Su salud se alteró y, por consejo de su médico, se instala en California en 1861. Bolander trabaja para el "Servicio de Geología de California", y sucederá a William Brewer (1828-1910) como botánico del Estado de California. Se especializa en herbáceas. En 1871, deja la Botánica por la Pedagogía; siendo ministro de Educación de California, función que ocupa hasta diciembre de 1875.
En 1878, hace numerosos viajes a América central, Sudamérica, Sudáfrica, Madagascar, y Europa. Se instala en Portland en 1883 y se retira.

## Honores

### Eponimia
Género
- (Saxifragaceae) Bolandra A.Gray[1]

Especies (más de 220)
- (Liliaceae) Lilium bolanderi S.Watson 1885[2]

- (Onagraceae) Camissonia bolanderi N.D.Atwood & S.L.Welsh[3]

- (Salicaceae) Salix bolanderiana Rowlee[4]

## Fuente
- Traducción de los artículos de lengua alemana y francesa de Wikipedia

- Biografías de "Harvard University Herbaria"

- Willis L. Jepson. Dr. Henry N. Bolander, Botanical Explorer. En: Erythea 6 ( 10)

- Carl Purdy. Bolander's Red Mountain and Eureka Trail. En: Madrono 2: 33–40

- John H. Thomas. The History of Botanical Collecting in the Santa Cruz Mountains of Central California. En: Contrib. from the Dudley Herbarium 5 ( 6): 147–167 (Bolander en la página 149 PDF 1,6 MB
- La abreviatura «Bol.» se emplea para indicar a Henry Nicholas Bolander como autoridad en la descripción y clasificación científica de los vegetales.[5]